# ウルトライスタ
ウルトライスタ (Ultraísta) は、2008年に結成されたイギリス系アメリカ人によるエクスペリメンタル・ロック・トリオ。バンドは、アトムス・フォー・ピースのメンバーであるナイジェル・ゴッドリッチとジョーイ・ワロンカー、およびローラ・ベッティンソンで構成されている。バンドのセルフタイトルによるデビュー・アルバムは2012年10月2日にリリースされた。バンドのバイオグラフィの記述には、それが「アフロビート、エレクトロニカ、アートへの愛情から考案され、テキーラによって触発された」とある。

## 来歴
当初、ナイジェル・ゴッドリッチとジョーイ・ワロンカーのコラボレーションであったウルトライスタは、2010年にローラ・ベッティンソンが加わった3人組となった。バンドの名前は、スペインの文学運動のウルトラリズムに由来している。
バンドは2012年に最初のアルバムをリリースし、続いてリミックス・アルバムをリリースした。2019年、バンドはソーシャルメディアを介して復帰を発表し、11月22日にセルフタイトル・デビュー・アルバムのデラックス・エディションをリリースした。
2020年1月14日にBBCラジオ6において、セカンド・アルバムからの最初のシングル「Tin King」を公開した。アルバム『シスター』は2020年3月13日にリリースされた。

## メンバー
- ローラ・ベッティンソン (Laura Bettinson) - ボーカル、シンセサイザー
- ナイジェル・ゴッドリッチ (Nigel Godrich) - シンセサイザー、ベース
- ジョーイ・ワロンカー (Joey Waronker) - ドラム、パーカッション

## ディスコグラフィ

### スタジオ・アルバム
- 『ウルトライスタ』 - Ultraísta (2012年、Temporary Residence)
- 『シスター』 - Sister (2020年、Partisan)

### リミックス・アルバム
- Ultraísta Remixes (2013年、Temporary Residence)